# 146. pehotni polk (Italija)
146. pehotni polk Catania (izvirno italijansko 146º Reggimento fanteria) je bil pehotni polk Kraljeve italijanske kopenske vojske.

## Zgodovina
Med prvo svetovno vojno je bil polk nastanjen na soški fronti.